# Dina Issaakowna Kaminskaja
Dina Issaakowna Kaminskaja (russisch Дина Исааковна Каминская; * 13. Januar 1919 in Jekaterinoslaw; † 7. Juli 2006 in Falls Church) war eine sowjetisch-US-amerikanische Anwältin und Menschenrechtlerin.

## Leben
Kaminskajas Eltern stammten aus armen jüdischen Familien der Provinz. Ihr Vater und ihre ältere Schwester waren Juristen. Kaminskaja studierte am 1931 gegründeten Moskauer Rechtswissenschaft-Institut mit Abschluss 1941. Sie arbeitete dann als Anwältin und wurde Mitglied des Moskauer Städtischen Kollegiums der Anwälte.
Kamenskaja war 1965 Anwältin Juli Markowitsch Daniels, durfte ihn aber nicht in dem Prozess gegen ihn und Andrei Donatowitsch Sinjawski vertreten. Kaminskaja war dann als Anwältin an Gerichtsprozessen gegen sowjetische Dissidenten beteiligt. Sie verteidigte Wladimir Konstantinowitsch Bukowski nach der Demonstration am 22. Januar 1967, Juri Timofejewitsch Galanskow im Prozess der Vier gegen den Journalisten Alexander Iljitsch Ginsburg, den Dichter Galanskow, den nationalsozialistischen Anarchisten Alexei Alexandrowitsch Dobrowolski und die Literatin Wera Iossifowna Laschkowa (1967), Anatoli Tichonowitsch Martschenko (1968), Larissa Bogoras und Pawel Michailowitsch Litwinow nach der Demonstration der Sieben am 25. August 1968 nach dem Einmarsch der Truppen des Warschauer Paktes in die Tschechoslowakei (1968) und Mustafa Abduldschemil Dschemiljew und Ilja Jankelewitsch Gabai (1969–1970). Kaminskajas Reden wurden im Samisdat verbreitet.
1970 leitete das Moskauer Kollegium der Anwälte ein Disziplinarverfahren gegen Kaminskaja ein. 1971 wurde ihr die Zulassung zum Führen politischer Prozesse entzogen. Damit war sie von dem neuen Prozess gegen Bukowski 1971 ausgeschlossen und ebenso von den Prozessen gegen Sergei Adamowitsch Kowaljow (1975) und Natan Scharanski (1975), bei denen sie als Beraterin mitwirkte. Der KGB beobachtete ihre Tätigkeit und die ihres Mannes, des Rechtswissenschaftlers Konstantin Michailowitsch Simis.

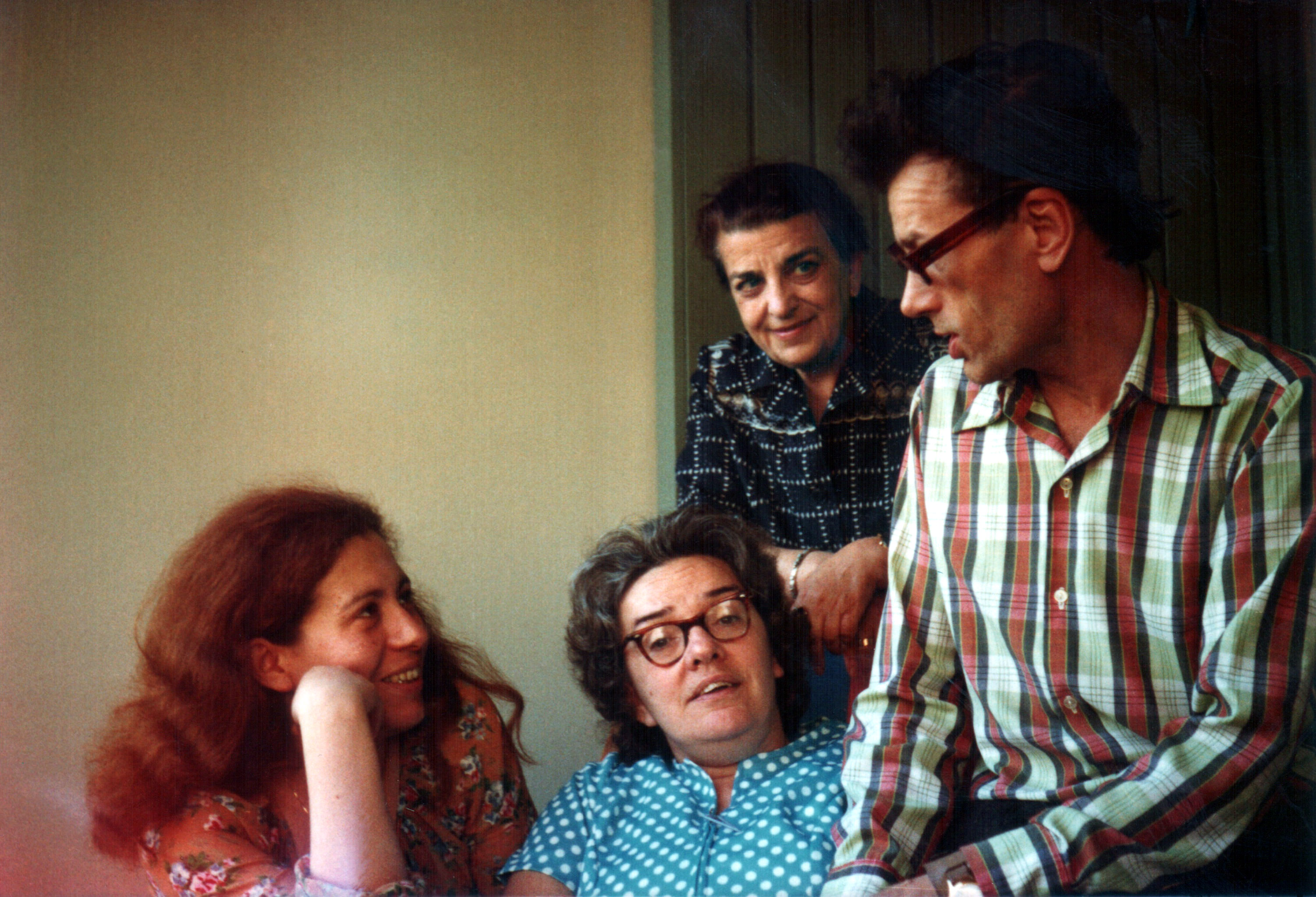
Von links: Julija Iossifowna Wischnewskaja, Ljudmila Michailowna Alexejewa, Kamenskaja, Kronid Arkadjewitsch Ljubarski, München, 1978

Im Januar 1973 emigrierte Kaminskajas Sohn Dimitri Simes mit seiner Frau in die USA, wo er ein öffentlich wirksamer Politologe wurde. Nach Verhören des KGB und drohender Verhaftung emigrierten Kamenskaja und ihr Mann 1977 gezwungenermaßen in die USA. Dort setzte sie ihre Menschenrechtsaktivitäten fort. Sie war Mitglied der Moskauer Helsinki-Gruppe und trat im Radio Svoboda und in der Voice of America auf. Die englische Übersetzung ihrer Memoiren erschien 1982, während die russische Version 1984 folgte.